# Сиккут, Рийна
Рийна Сиккут (эст. Riina Sikkut, урождённая Раэ, Riina Rae; род. 12 января 1983, Инью, Эстонская ССР) — эстонский политический и государственный деятель. Вице-председатель Социал-демократической партии. Министр здравоохранения Эстонии с 17 апреля 2023 по 11 марта 2025 года. Ранее — министр экономики и инфраструктуры (2022—2023), министр здравоохранения и труда (2018–2019), депутат Рийгикогу XIV созыва (2019–2022).

## Биография
Родилась 12 января 1983 года в деревне Инью Раквереского района Эстонской ССР (ныне волость Винни в уезде Ляэне-Вирумаа).
Окончила гимназию Винни-Паюсти с золотой медалью. В 2005 году Сиккут окончила Тартуский университет по специальности экономика, а в 2010 году получила степень магистра политики в области здравоохранения в Лондонском университете.
В 2005–2008 гг. — экономический аналитик в министерстве финансов. В 2008–2009 гг. — специалист отдела контроля кредитных рисков Swedbank.
В 2011–2017 гг. работала аналитиком программы политики здравоохранения Центра политических исследований Praxis, созданного по инициативе фонда поддержки развития гражданского общества Джорджа Сороса, в 2012–2013 гг. —  руководитель программы.
В 2017–2018 гг. — советник по вопросам социальной политики и здравоохранения в Государственной канцелярии.
Вступила в Социал-демократическую партию в 2018 году.
В 2018–2019 гг. — министр здравоохранения и труда в министерстве социальных дел в первом правительстве Юри Ратаса, сменила председателя Социал-демократической партии Евгения Осиновского, ушедшего в отставку 2 мая 2018 года, чтобы сосредоточиться на подготовке к парламентским выборам 2019 года.
В 2019–2022 гг. — депутат Рийгикогу XIV созыва, возглавляла парламентскую комиссию по борьбе с коррупцией, входила в состав финансовой комиссии и комиссии по делам Евросоюза.
На съезде Социал-демократической партии в концертном зале «Ванемуйне» в Тарту в 2019 году баллотировалась на должность председателя, набрала 120 голосов делегатов и не прошла во второй тур. Новым председателем во втором туре избран Индрек Саар, который набрал 231 голосов, Лаури Ляэнеметс набрал 201 голос.
На съезде Социал-демократической партии в Эстонской академии музыки и театра в 2022 году баллотировалась на должность председателя, набрала 197 голосов делегатов и не была избрана. Депутат Рийгикогу Лаури Ляэнеметс набрал 234 голоса и стал новым председателем. Рийна Сиккут избрана вице-председателем партии.
В 2022—2023 гг. — министр экономики и инфраструктуры во втором правительстве Каи Каллас, сформированном 18 июля 2022 года после распада правящей коалиции.
По результатам парламентских выборов 5 марта 2023 года набрала 2529 голосов в избирательном округе № 3 (районы Мустамяэ и Нымме Таллина) и была избрана.
17 апреля 2023 года назначена министром здравоохранения в министерстве социальных дел в правительстве под руководством премьер-министра Каи Каллас. Сохранила пост в следующем правительстве под руководством премьер-министра Кристена Михала, приведённом к присяге 23 июля 2024 года.

## Личная жизнь
Замужем за Cиймом Сиккутом (род. 1983), мать троих дочерей.